# Ilia Cernousov
Ilia Cernousov (n. 7 august 1986, Novosibirsk, RSFS Rusă, URSS) este un schior de fond ce a reprezentat Rusia, medaliat olimpic. A participat la o ediție a Jocurilor Olimpice (2014) în care a câștigat o medalie de bronz.